# Поєніца (Арієшень, Алба)
Поєніца (рум. Poienița) — село у повіті Алба в Румунії. Входить до складу комуни Арієшень.
Село розташоване на відстані 349 км на північний захід від Бухареста, 81 км на північний захід від Алба-Юлії, 72 км на південний захід від Клуж-Напоки, 142 км на північний схід від Тімішоари.

## Населення
За даними перепису населення 2002 року у селі проживали 72 особи, усі — румуни. Усі жителі села рідною мовою назвали румунську.